# Hx (digramme)
Cette page contient des caractères spéciaux ou non latins. S’ils s’affichent mal (▯, ?, etc.), consultez la page d’aide Unicode.
Pour les articles homonymes, voir HX.
Hx (minuscule hx) est un digramme de l'alphabet latin composé d'un H et d'un X.

## Linguistique
- En espéranto, le digramme « hx » sert à remplacer la lettre « Ĥ » en cas d’impossibilité d’utiliser cette lettre (par exemple si elle n’est pas disponible sur le clavier).

## Représentation informatique
Comme la majorité des digrammes, il n'existe aucun encodage de Hx sous un seul signe, il est toujours réalisé en accolant un H et un X.